# حنش أسود
الحنش الأسود، أو ببساطة الحنش، هو نوع من الثعابين الخلفية الأخاديد (أي ذات أنياب خلفية)، سمّها معتدل.

## النطاق الجغرافي
يمتد نطاق الحنش الأسود من ساحل البحر الأدرياتيكي الشرقي في إيطاليا وسلوفينيا وكرواتيا والبوسنة والهرسك والجبل الأسود وألبانيا وجنوب البلقان في بلغاريا ومقدونيا الشمالية واليونان وغرب آسيا والقوقاز في تركيا، وقبرص، وسوريا، وفلسطين، والأردن، وروسيا، وجورجيا، وأرمينيا، وأذربيجان، والعراق وإيران، وعلى طول شمال أفريقيا في مصر، وليبيا، وتونس والجزائر.

## وصف
عادةً ما يكون له 19 صفًا من الحراشف الظهرية في منتصف الجسم، لكن الذكور يفتقرون إلى شكل سرجي داكن. غالبًا ما يكون له خطوط طولية ضيقة شاحبة.